# Virus de la fiebre hemorrágica de Crimea-Congo
El virus de la fiebre hemorrágica de Crimea-Congo, también conocido por sus siglas en inglés, CCHFV (Crimean-Congo Hemorrhagic Fever Virus), es un agente infeccioso que pertenece al género Nairovirus, de la familia Nairoviridae, del que es un representante típico.
Pertenece al serogrupo CCHF (Crimean–Congo Hemorrhagic Fever), que toma su nombre de él y comprende el virus del mismo nombre, el virus Hazara (aislado de ixódidos en Pakistán) y el virus Khasan (de ixódidos de la antigua URSS).
Se puede aislar por inoculación intracerebral en ratones o hámsteres lactantes y con cierta dificultad en líneas celulares VERO, CER y BHK-21. Es sensible a los disolventes de grasas y su infectividad es eliminada por bajas concentraciones de formol y β-propiolactona.
El virus CCHF es lábil en tejidos infectados después de la muerte, posiblemente por la caída del pH, pero su infectividad persiste varios días a temperatura ambiente en suero separado y por más de tres semanas a 4 °C. La infectividad desaparece cuando se someten a autoclavado, pero son estables a –60 °C.